# 佐藤千秋
佐藤 千秋（さとう ちあき、1979年10月9日 - ）は、日本のグラビアアイドル、ファッションモデル、女優。
東京都練馬区出身と埼玉県出身説がある。オフィスパレット所属後、HELLO THERE&COへ移籍。現在はフリーでモデル・日本語教師として韓国に滞在中。

## 来歴
2004年頃まで 朝倉ちあきという名前で活動していた。1997年、ゲームソフト会社「GENKI」の「GENKIイメージガールコンテスト」でグランプリを獲得したのをきっかけにデビュー。少年マガジンや週刊プレイボーイなどの数々の雑誌でグラビアを飾り、写真集やビデオも発売。2000年には黒羽夏奈子とのユニット「EG」で写真集発売（山岸伸撮影）。
その後「武富士」のイメージキャラクターとしてCMに出演し新進気鋭の女優として注目される。同年、『仮面ライダークウガ』では悪役として出演。その後アイドルユニットHERO730（ヒーロー出身者5人が集まったアイドルユニットでメンバーは城戸裕次・吉岡毅志・友井雄亮・浦井健治・柴木丈瑠）ファミリーの一員として舞台を中心に活動。
以降、活動が薄くなり2004年ごろから休業。そして2006年には本名「佐藤千秋」で宝くじ幸運の女神（ミス宝くじ）として芸能界復帰。

## 出演

### TV
- はぐれ刑事純情派（1997年、テレビ朝日）
- ピーウォーカー（1997年、テレビ東京）
- TVじゃん!!BREAK（1998年、日本テレビ）
- すっぴんDNA（2000年、日本テレビ）
- 雛かっぱ〜（2000年、テレビ朝日）
- 仮面ライダークウガ（2000年、テレビ朝日） - ゴ・ザザル・バ 役
- めちゃ×2イケてるッ!（2001年、フジテレビ）
- ダチョウの卵（2002年、スカイパーフェクTV!）
- 心はロンリー気持ちは「…」（2003年、フジテレビ）
- 登ってGO!!（2003年、フジテレビ）
- グラビアの美少女（MONDO21）

### CM
- 集英社（1995年）
- バンダイ（1995年）
- TOMMY（1995年）
- Qメール（1997年）
- 撮りっきりコニカ
- OBC勘定奉行（1998年）
- 武富士（2000年）

### 舞台
- HERO730 コンビニスペクタクル お弁当、温めますか?（2002年、シアターVアカサカ）
- HERO730 結婚詐欺株式会社（2003年、天王洲アートスフィア）